# 第二次マチャイアスの海戦
第二次マチャイアスの海戦（英: Battle of Machias (1777)）は、アメリカ独立戦争の1777年8月13日から14日に起こったイギリス軍の水陸共同作戦による襲撃である。当時はマサチューセッツ湾植民地、現在はメイン州となっているマチャイアスの港付近で戦いが起こり、地元民兵と同盟インディアンがイギリス軍の上陸を阻止した。イギリス海軍ジョージ・コリアー海軍代将が率いたこの襲撃は、1776年11月に包囲されたノバスコシアのカンバーランド砦に対して2回目の攻撃を阻止するために実行された。イギリス軍はマチャイアスの下流で上陸し、船舶1隻を捕獲し、倉庫を襲撃した。
この襲撃の成果については論議が定まっていない。コリアーはカンバーランド砦に対する攻撃のための軍需物資を破壊したことで成功だと主張し（そのような物資はマチャイアスに届けられていなかった）、守備側はマチャイアス占領を阻止し、イギリス軍を撃退したと主張した。

## 背景
マサチューセッツ湾植民地の東部地区（メイン地区）にある小さな町マチャイアスは、現在メイン州に属している。ここはアメリカ独立戦争の開戦以来、イギリス海軍当局にとって常にトゲであり続けていた。1775年6月、マチャイアスの市民が立ち上がって、イギリス軍の小艦艇を捕獲しており（マチャイアスの海戦）、その後は私掠船の基地になっていた。
1777年、ノバスコシアを脱出してきたジョン・アレンが、第二次大陸会議から、ノバスコシア西部（現在はニューブランズウィック州）に愛国者の拠点を築くための遠征隊を編成することを承認された。大陸会議はアランに3,000名の兵士を徴募することを認めていたが、マサチューセッツ湾植民地政府は、アランを大佐に任官し、セントジョン川流域で拠点を築くために東部で1個連隊を立ち上げる権限を与えただけだった。アランはその拠点をマチャイアスに置き、6月までに40名ほどの兵士をセントジョン川流域に上陸させた。しかしハリファックスのイギリス軍当局はアランの任務について情報を入手し、6月23日には大部隊をセントジョン川に届けさせた。セントジョン川河口近くの開拓地にアランが配置した兵士はイギリス軍と小競り合いを行い、その後上流に撤退した。アランはその小部隊が撤退を強いられた後で、マチャイアスまで困難な陸路を辿って戻ることになった。この行程でアランは同調的なマリシート族インディアンをアメリカ側に就くよう説得し多くの加勢を得ることに成功した。8月初旬、マサチューセッツ暫定議会は、アップステート・ニューヨークでイギリス軍ジョン・バーゴイン将軍の軍隊によって差し迫った脅威が生じたために（サラトガ方面作戦）、アランの遠征隊に徴募した部隊を解隊することを決めた。

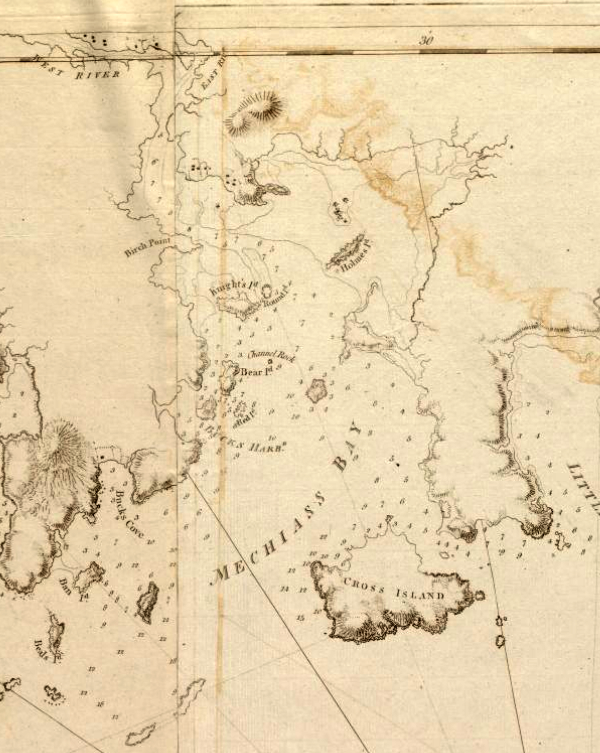
1776年のマチャイアス湾の海図、マチャイアスの町は上部にある。マチャイアス湾は現在のメイン州東部の海岸にある。マチャイアス港はマチャイアス川が湾に注ぐ地点近くにある。

カンバーランド砦に対する攻撃作戦を含むアランの念入りな作戦を記した文書が、セントジョン川の戦闘中に奪われ、ハリファックス海軍基地にいるマリオット・アーバスノット提督の副指令、ジョージ・コリアー代将の手に渡った。前年にカンバーランド砦に対する攻撃があったので、コリアーは直ぐに動き出した。コリアーはアランの作戦基地であり、その兵士の多くの募集源でもあるマチャイアスへの襲撃を計画した。ハリファックス駐屯の陸上部隊指揮官エア・マッシー将軍とコリアーは不仲だったので、陸軍部隊を加えずに遠征を始めることにした。7月下旬に、フリゲート艦HMSレインボーとブリッグ艦ブロンドでハリファックスを出港し、乗艦している海兵を上陸作戦に使うことにしていた。マチャイアスへ向かう途中で、フリゲート艦HMSマーメイドとスループ艦ホープが合流した。
マチャイアスの防衛部隊はジョナサン・エディ大佐が指揮する地元民兵隊で構成されていた。エディは1776年にカンバーランド砦を攻撃した時の指揮官だった。エディはイギリス軍が攻撃を仕掛けてくると警告を受けていた。民兵はマチャイアス川を渡す網場を設け、上流には幾つかの土盛り堡塁を建設し、地元私掠船から取り上げた大砲を据えた。この守備にはマリシート族、パサマクォディ族、ペノブスコット族インディアンから40ないし50名の戦士が折良く加わった。これはアラン大佐がその遠征に障害が起きていることを説明するために、マチャイアスに呼び寄せていたものだった。

## 戦闘
コリアーの艦隊はノバスコシアのハリファックスを出港した後に、8月13日早くに河口に到着した。ホープには123名の海兵を乗艦させており、これとブロンドに上流へ向かうよう命じた。その報せが守備側民兵隊に届き、これに対抗するために35名の兵士が集合した。艦船が網場の所まで来ると、両軍の間に銃撃戦が始まった。その日は民兵の抵抗で、イギリス軍の上陸を食い止めることができた。翌朝早く、霧に紛れて海兵が上陸した。この部隊は網場を切り放ち、木材を積んでいたスループ船を捕獲し、倉庫に火を付け、小麦粉、米、トウモロコシ、靴、弾薬などを押収した後で艦船に戻った。
艦船2隻はさらに上流に移動し、マチャイアスの町そのものに接近した。その過程では、民兵や同盟インディアンが上陸の可能性を無くするために岸に陣取り、マスケット銃や大砲を撃ちかけて抵抗していた。夕闇が訪れると、インディアンは歌ったり叫んだりして、その勢力が多く思われるようにしたとされている。この時点で「全ての者が大いに驚いたことに、碇を降ろして半時間も経たないブリッグ艦とスループ艦が、一発の砲弾も放たないままに、上げ潮に逆らって下流に下り始めた。」薄暮の中を下ったホープは途中で座礁した。民兵隊は近くの岸に旋回砲を持ち出し、翌朝砲撃を加える準備をしていたが、ホープは満潮で離礁し、マチャイアス湾に向かった。

## 戦闘の後

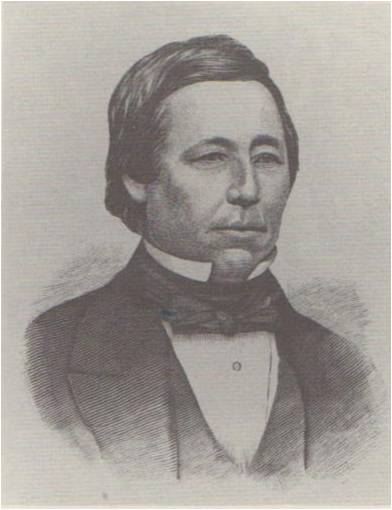
ジョナサン・エディ大佐

アラン大佐はこの民兵隊の成功を、イギリス軍が罠に嵌ることを警戒したためとしていた。また尊大にも別の戦闘に遭うことを期待し、「この戦争であのような殺戮があったバンカーヒルの戦いを除けば、戦闘ではない」とも記した。アメリカ側の推計によるイギリス軍の被害は40名ないし100名とし、一方自軍側は1名戦死、1名負傷としていた。イギリス軍はその損失を3名戦死、18名負傷と報告し、その多くはホープが座礁したときに被ったとしている。
コリアーはマチャイアスを離れた後でメインの海岸を航行し、小さなアメリカの船舶（複数）を捕獲し、シープスコット川沿岸の集落を襲撃した。そこではフランスに向けてマスト用木材を積んでいたフリゲートを捕獲した。コリアーはその報告書で、この任務は成功であると宣言し、ノバスコシアに対する次の侵略をうまく阻止できたと主張していた。また、あと100名の兵士がおれば「マチャイアスの町の破壊が完遂できていた」とも考えた。この遠征に自隊が参加することに備えていたが、ハリファックスからのコリアーの突然の出発で除外されていたマッシー将軍は、コリアーが「マチャイアス破壊の全功績を望んでいた」のであり、「ハリファックスから抜け出して、マチャイアスに無益な攻撃を行い、恥ずかしくも撃退された...」と記していた。
独立戦争中にマチャイアスに対する次の攻撃は無かった。ただし、1779年にイギリス軍がメインのキャスタインを占領し、ニューアイルランド植民地を作ったときは幾らか孤立した。コリアーは愛国者のペノブスコット遠征に対して、ニューアイルランドに戻って防衛に成功した。米英戦争のときに、マチャイアスなどメイン州東部はイギリス軍に占領され、再度イギリスはニューアイルランド植民地を作ったが、終戦後にアメリカ合衆国の支配下に戻された。